# Acrylsäure-tert-butylester
Acrylsäure-tert-butylester (nach IUPAC-Nomenklatur: tert-Butylprop-2-enoat, abgekürzt als TBA bezeichnet) ist eine organisch-chemische Verbindung aus der Stoffgruppe der Carbonsäureester, genauer der Acrylsäureester.

## Gewinnung und Darstellung
Acrylsäure-tert-butylester wird großtechnisch durch säurekatalysierte Umsetzung von Acrylsäure mit Isobuten bei geringen Drücken von maximal 10 bar hergestellt.
Bei diesem Reaktionsmechanismus handelt es sich um eine elektrophile Additionsreaktion eines Alkens an eine Carbonsäure, genauer gesagt um eine Hydroacyloxylierung. Gemäß der Markovnikov-Regel wird immer das thermodynamisch stabilere Carbeniumion gebildet, hier das tert-Butyl-Kation. Diese saure Aktivierung ermöglicht einen elektrophilen Angriff auf die Hydroxygruppe der Carbonsäure. Zuletzt wird noch das Proton abgespalten.
Eine direkte Veresterung von Acrylsäure mit tert-Butanol ist aufgrund der sperrigen und elektrophil ungünstigen tert-Butyl-Gruppe nicht möglich.

## Eigenschaften

### Physikalische Eigenschaften
tert-Butylacrylat hat eine relative Dichte des Dampf-Luft-Gemisches (Dichteverhältnis zu trockener Luft bei 20 °C und Normaldruck) von 1,05 und eine Dichte von 0,88 g·cm−3 bei 20 °C. Des Weiteren weist Acrylsäure-tert-butylester einen Dampfdruck von 20 hPa bei 23,4 °C und 84,7 hPa bei 50 °C

### Chemische Eigenschaften
Acrylsäure-tert-butylester ist eine leicht flüchtige und entzündbare, farblose Flüssigkeit mit esterartigem Geruch. Sie ist schwer löslich in Wasser (1,8 g·l−1 bei 20 °C) und leichter als Wasser. Der Stoff neigt zur Polymerisation und muss daher mit Stabilisatoren versetzt werden.

## Verwendung
tert-Butylacrylat ist leicht polymerisierbar und wird daher zu Homo- und Copolymeren weiterverarbeitet. Beispielsweise kann es mit Salzen, Amiden und Ester der Acrylsäure, sowie mit Methacrylester, Acrylnitril, Maleinsäureester, Vinylacetat, Vinylchlorid, Styrol, 1,3-Butadien zu ungesättigten Polyestern und Trockenöle umgesetzt werden. Des Weiteren ist TBA ein wichtiger Ausgangsstoff für chemische Synthesen, da es mit zahlreichen organischen und anorganischen Verbindungen, Additionsreaktionen eingeht. Acrylsäure-tert-butylester kann bei Polymeren die Glasübergangstemperatur senken.

## Sicherheitshinweise
Die Dämpfe von Acrylsäure-tert-butylester können mit Luft explosive Gemische bilden. Hauptsächlich wird der Stoff durch Inhalation oder Hautkontakt aufgenommen. Akut kann es dabei zu starken Reizwirkungen auf Schleimhäute und die Haut kommen. Außerdem wurde eine hautsensibilisierende Wirkung nachgewiesen. Als chronische Folgen sind allergische Hauterkrankungen möglich. Zur Reproduktionstoxizität, Mutagenität und Kanzerogenität sind keine Angaben bekannt. tert-Butylacrylat weist eine Untere Explosionsgrenze von ca. 1,2 Vol.-% (63 g/m3) auf. Die Zündtemperatur beträgt 400 °C, der Stoff fällt somit in die Temperaturklasse T2. Mit einem Flammpunkt von 17 °C gilt Acrylsäure-tert-butylester als leicht entflammbar.